# Parshvanatha
Parshvanatha (Pārśvanātha), còn được gọi là Parshva (Pārśva) và Paras, là người thứ 23 trong số 24 tirthankara (người mở đường hoặc người truyền bá đạo pháp) của Kỳ Na giáo. Ông là một trong những tirthankara sớm nhất được công nhận là nhân vật lịch sử. Parshvanatha cũng là người đầu tiên có lý luận về nghiệp trong lịch sử được ghi lại. Các nguồn Jaina cho rằng ông sinh thời vào giữa thế kỷ 9 và 8 TCN trong khi các nhà sử học chỉ ra rằng ông sống ở thế kỷ thứ 8 hoặc thứ 7 TCN (khoảng năm 872 TCN). Parshvanatha được sinh ra 350 năm trước Mahavira. Ông là người kế thừa tinh thần của tirthankara thứ 22 Neminath. Ông được biết đến như một người truyền bá và hồi sinh Kỳ Na giáo. Parshvanatha đạt được moksha trên núi Sammeta (Madhuban, Jharkhand) trong lưu vực sông Hằng, một địa điểm hành hương quan trọng của Jain. Hình tượng của ông đáng chú ý là chiếc mũ trùm đầu, và việc thờ phụng ông thường đi kèm việc thờ Dharanendra và Padmavati (vị thần và nữ thần rắn của Jainism).
Theo các văn bản của Kỳ Na giáo, Parshvanatha được sinh ra ở Banara (Varanasi), Ấn Độ. Từ bỏ cuộc sống trần tục, ông thành lập một cộng đồng khổ hạnh. Các kinh sách của hai giáo phái Jain chính (Digambara và Śvētāmbara) khác nhau về giáo lý của Parshvanatha và Mahavira, và sự khác biệt này là nền tảng của tranh chấp giữa hai giáo phái trên. Người Digambara tin rằng không có sự khác biệt giữa giáo lý của Parshvanatha và Mahavira. Theo Śvētāmbara, Mahavira đã mở rộng bốn hạn chế đầu tiên của Parshvanatha với ý tưởng của ông về ahimsa (bất bạo lực) và thêm lời thề tu hành thứ năm (độc thân). Parshvanatha không yêu cầu độc thân, và cho phép các nhà sư mặc trang phục bên ngoài đơn giản. Các văn bản Śvētāmbara, như phần 2.15 của Kinh Acharanga, nói rằng cha mẹ của Mahavira là những người theo Parshvanatha (liên kết Mahavira với một thần học có từ trước như một nhà cải cách của truyền thống khất sĩ Jaina giáo).